# Rhyacophila satoi
Rhyacophila satoi là một loài Trichoptera trong họ Rhyacophilidae. Chúng phân bố ở vùng Indomalaya.